# Florentin Matei
Florentin Matei (n. 15 aprilie 1993, Bolintin-Vale, România) este un fotbalist român liber de contract, care joacă pe post de mijlocaș. Pe plan internațional, are prezențe la națională pentru România Sub-17 și România Sub-19. Și-a făcut debutul în Liga I pe 16 mai 2010, înlocuindu-l pe Romeo Surdu în minutul 82. În 2013 s-a transferat la Volyn Lutsk, unde a devenit om de bază al echipei.